# Saison 1 d'Animal Kingdom
Chronologie
Saison 2
Cet article présente le guide des épisodes de la première saison de la série télévisée américaine Animal Kingdom.

## Généralités
- Aux États-Unis, la saison a été diffusée du 14 juin 2016 au 9 août 2016 sur le réseau TNT.
- Au Canada, la saison a été diffusée en simultanée sur Bravo![1].

## Distribution

### Acteurs principaux
- Ellen Barkin (VF : Blanche Ravalec ; VQ : Claudine Chatel) : Janine « Smurf » Cody
- Scott Speedman (VF : Laurent Maurel ; VQ : Nicolas Charbonneaux-Collombet) : Barry « Baz » Blackwell
- Shawn Hatosy (VF : Olivier Augrond ; VQ : Hugolin Chevrette) : Andrew « Pope » Cody
- Ben Robson (en) (VF : Félicien Juttner ; VQ : Adrien Bletton) : Craig Cody
- Jake Weary (VF : Eilias Changuel ; VQ : Maël Davan-Soulas) : Deran Cody
- Finn Cole (VF : Julien Bouanich ; VQ : Alexandre Bacon) : Joshua « J » Cody
- Daniella Alonso (VF : Raphaèle Bouchard ; VQ : Kim Jalabert) : Catherine « Cath » Blackwell
- Molly Gordon (VF : Pauline Belle ; VQ : Ludivine Reding) : Nicky Belmont

### Acteurs récurrents
- Aamya Deva Keroles (VF : Oriane Solomon) : Lena Blackwell (9 épisodes)
- Ellen Wroe (VF : Flora Brunier) : Alexa Anderson (8 épisodes)
- C. Thomas Howell (VF : Richard Leroussel) : Paul Belmont (7 épisodes)
- Dorian Missick (en) (VF : Frédéric Kontogom) : Patrick Fischer (6 épisodes)
- Michael Bowen (VF : Emmanuel Karsen) : Vin (5 épisodes)
- Nicki Micheaux (en) (VF : Magaly Berdy) : Sandra Yates (5 épisodes)
- Christina Ochoa (VF : Célia Rosich) : Renn Randall (4 épisodes)
- Carolina Guerra (VF : Emmanuelle Rivière) : Lucy (3 épisodes)
- Spencer Treat Clark (VF : Benjamin Egner) : Adrian (3 épisodes)

### Invités
- Dennis Cockrum : Ray Blackwell (épisodes 2, 3 et 8)
- Karen Malina White : Dina (épisode 1)
- Joseph Julian Soria (VF : Benjamin Penamaria) : Marco (épisode 3)
- Alvaro Martinez : Carlos (épisode 3)
- Jack Conley (VF : Paul Borne) : Jake (épisode 7)

## Épisodes

### Épisode 1:Bienvenue dans la famille
- États-Unis /  Canada : 14 juin 2016 sur TNT[2] / Bravo![3]
- Québec : 8 janvier 2018[4] sur Z[5]
- France : 8 février 2018[6] sur Warner TV[7]

- États-Unis : 1,31 million de téléspectateurs[8] (première diffusion)

- Karen Malina White (Dina)
- Aamya Deva Keroles (Lena Blackwell)

### Épisode 2:On ne fait de mal à personne
- États-Unis /  Canada : 14 juin 2016 sur TNT[2] / Bravo!
- Québec : 15 janvier 2018 sur Z
- France : 8 février 2018 sur Warner TV

- États-Unis : 1,10 million de téléspectateurs[8] (première diffusion)

- Christina Ochoa (Renn Randall)
- Carolina Guerra (Lucy)
- Ellen Wroe (Alexa Anderson)
- Dennis Cockrum (Ray Blackwell)
- Aamya Deva Keroles (Lena Blackwell)
- Acteur inconnu (Adrian)

### Épisode 3:Front commun
- États-Unis /  Canada : 21 juin 2016 sur TNT / Bravo!
- Québec : 22 janvier 2018 sur Z
- France : 15 février 2018 sur Warner TV

- États-Unis : 1,18 million de téléspectateurs[9] (première diffusion)

- Carolina Guerra (Lucy)
- C. Thomas Howell (Paul Belmont)
- Dorian Missick (Patrick Fischer)
- Michael Bowen (Vin)
- Spencer Treat Clark (Adrian)
- Joseph Julian Soria (Marco)
- Dennis Cockrum (Ray Blackwell)
- Aamya Deva Keroles (Lena Blackwell)
- Alvaro Martinez (Carlos)

### Épisode 4:Joyeux anniversaire
- États-Unis /  Canada : 28 juin 2016 sur TNT / Bravo!
- Québec : 29 janvier 2018 sur Z
- France : 15 février 2018 sur Warner TV

- États-Unis : 1,18 million de téléspectateurs[10] (première diffusion)

- Christina Ochoa (Renn Randall)
- Ellen Wroe (Alexa Anderson)
- Aamya Deva Keroles (Lena Blackwell)

### Épisode 5:La Chair est faible
- États-Unis /  Canada : 5 juillet 2016 sur TNT / Bravo!
- Québec : 5 février 2018 sur Z
- France : 22 février 2018 sur Warner TV

- États-Unis : 1,39 million de téléspectateurs[11] (première diffusion)

- Christina Ochoa (Renn Randall)
- Carolina Guerra (Lucy)
- Ellen Wroe (Alexa Anderson)
- C. Thomas Howell (Paul Belmont)
- Nicki Micheaux (Sandra Yates)
- Spencer Treat Clark (Adrian)

### Épisode 6:Mère poule
- États-Unis /  Canada : 12 juillet 2016 sur TNT / Bravo!
- Québec : 12 février 2018 sur Z
- France : 22 février 2018 sur Warner TV

- États-Unis : 1,25 million de téléspectateurs[12] (première diffusion)

- Christina Ochoa (Renn Randall)
- Ellen Wroe (Alexa Anderson)
- C. Thomas Howell (Paul Belmont)
- Dorian Missick (Patrick Fischer)
- Nicki Micheaux (Sandra Yates)
- Aamya Deva Keroles (Lena Blackwell)

### Épisode 7:Des animaux
- États-Unis /  Canada : 19 juillet 2016 sur TNT / Bravo!
- Québec : 19 février 2018 sur Z
- France : 1er mars 2018 sur Warner TV

- États-Unis : 1,22 million de téléspectateurs[13] (première diffusion)

- Ellen Wroe (Alexa Anderson)
- C. Thomas Howell (Paul Belmont)
- Dorian Missick (Patrick Fischer)
- Michael Bowen (Vin)
- Spencer Treat Clark (Adrian)
- Jack Conley (Jake)
- Aamya Deva Keroles (Lena Blackwell)

### Épisode 8:Le Casse
- États-Unis /  Canada : 26 juillet 2016 sur TNT / Bravo!
- Québec : 26 février 2018 sur Z
- France : 1er mars 2018 sur Warner TV

- États-Unis : 1,23 million de téléspectateurs[14] (première diffusion)

- Ellen Wroe (Alexa Anderson)
- C. Thomas Howell (Paul Belmont)
- Dorian Missick (Patrick Fischer)
- Michael Bowen (Vin)
- Nicki Micheaux (Sandra Yates)
- Aamya Deva Keroles (Lena Blackwell)

### Épisode 9:Le Baiser de Judas
- États-Unis /  Canada : 2 août 2016 sur TNT / Bravo!
- Québec : 5 mars 2018 sur Z
- France : 8 mars 2018 sur Warner TV

- États-Unis : 1,32 million de téléspectateurs[15] (première diffusion)

- Ellen Wroe (Alexa Anderson)
- C. Thomas Howell (Paul Belmont)
- Dorian Missick (Patrick Fischer)
- Michael Bowen (Vin)
- Nicki Micheaux (Sandra Yates)
- Aamya Deva Keroles (Lena Blackwell)

### Épisode 10:Qu'as-tu fait?
- États-Unis /  Canada : 9 août 2016 sur TNT[16] / Bravo!
- France : 8 mars 2018 sur Warner TV
- Québec : 12 mars 2018 sur Z

- États-Unis : 1,51 million de téléspectateurs[17] (première diffusion)

- Ellen Wroe (Alexa Anderson)
- C. Thomas Howell (Paul Belmont)
- Dorian Missick (Patrick Fischer)
- Michael Bowen (Vin)
- Nicki Micheaux (Sandra Yates)
- Aamya Deva Keroles (Lena Blackwell)